# Pomorski Klub Hokejowy 2014
Pomorski Klub Hokejowy 2014 – polski klub hokeja na lodzie z siedzibą w Gdańsku.

## Historia
Nazwy drużyny
- MH Automatyka Stoczniowiec 2014 Gdańsk (2014-2016)
- MH Automatyka Gdańsk (2016-2019)
- Lotos PKH Gdańsk (2019-2020)

Klub został założony w 2014 przez członków powołanego wówczas Stowarzyszenia Pomorski Klub Hokejowy 2014, celem kontynuacji gdańskich tradycji hokeja na lodzie (wcześniej GKS Stoczniowiec Gdańsk występował w ekstralidze PLH do sezonu 2010/2011). Sponsorem tytularnym zostało przedsiębiorstwo MH Automatyka, w związku z czym drużyna występuje pod nazwą marketingową MH Automatyka Stoczniowiec 2014 Gdańsk. Zespół podjął występy w I lidze. Pod koniec 2014 drużyna została wyznaczona do turnieju barażowego Pucharu Polski edycji 2014, ulegając dwukrotnie drużynie ComArch Cracovii (1:9 i 2:10). W sezonie 2014/2015 dotarł do półfinału, a w edycji 2015/2016, będąc jednym z dwóch uczestników, pokonał w meczu o mistrzostwo drużynę UKH Dębica w meczach 4:0 i uzyskał awans do najwyższej polskiej klasy rozgrywkowej. W kwietniu 2014 trenerem zespołu został szwedzki szkoleniowiec Peter Ekroth, który podpisał trzyletnią umowę. W sierpniu 2014 klub otrzymał licencję na występy w Polskiej Hokej Lidze, po czym we wrześniu drużyna rozpoczęła występy w sezonie PHL 2016/2017. 21 listopada 2016 władze Stowarzyszenia Pomorski Klub Hokejowy 2014 wydały oświadczenie, w którym poinformowały o zmianie nazwy marketingowej drużyny w PHL na MH Automatyka Gdańsk, deklarując jednocześnie pozostanie przy biało-niebieskich barwach klubu, symbolu wywodzącym się od klubu GKS Stoczniowiec Gdańsk. 30 listopada 2016 został zwolniony trener Ekroth, a jego następcą został mianowany dotychczasowy asystent Robert Błażowski. W połowie grudnia 2016 pierwszym trenerem został Białorusin Andrej Kawalou, a pod koniec tego roku trenerem bramkarzy został Tomasz Wawrzkiewicz. W rywalizacji o utrzymanie w PHL gdańska drużyna pokonała zespół z Torunia. Drużyna juniorów PKH 2014 zdobyła złoty medal mistrzostw Polski juniorów w sezonie 2016/2017. W sezonie 2017/2018 MH Automatyka w rywalizacji o utrzymanie pokonała Naprzód Janów, a następnie w marcu 2018 z posady głównego trenera odszedł Andrej Kawalou. Po sezonie, na początku kwietnia 2018 nowym trenerem został Marek Ziętara. 1 lipca 2019 ogłoszono odejście przedsiębiorstwa MH Automatyka z roli sponsora tytularnego klubu.
23 lipca 2019 ogłoszono, że nowym sponsorem tytularnym została Grupa Lotos, a drużyna będzie występować pod nazwą Lotos PKH Gdańsk. Pod koniec tego miesiąca asystentem trenera Marka Ziętary został ogłoszony Marek Rączka.
Pod koniec czerwca 2020 poinformowano, że drużyna klubu nie wystartuje w sezonie PHL 2019/2020. Pod koniec lipca 2020 poinformowano, że Pomorski Klub Hokejowy definitywnie kończy działalność.

## Miejsca w rozgrywkach
- 2014/2015 – 3. / półfinał (I liga)
- 2015/2016 – 1. (I liga)
- 2016/2017 – 9. (PHL)
- 2017/2018 – 9. (PHL)
- 2018/2019 – 7. (PHL)
- 2019/2020 – uznaniowo 5. (PHL)[22]